# Vladas Česiūnas
Vladas Česiūnas (n. 15 martie 1940, Vyšnialaukis⁠(d), Jonava District Municipality⁠(d), Lituania – d. 16 ianuarie 2023) a fost un canoist ce a reprezentat Uniunea Republicilor Sovietice Socialiste, medaliat olimpic. A participat la o ediție a Jocurilor Olimpice (1972) în care a câștigat o medalie de aur.

## Participări
Lista de mai jos prezintă principalele competiții la care a participat Vladas Česiūnas de-a lungul carierei.
- canoeing at the 1972 Summer Olympics – men's C-2 1000 metres[*]